# Tolminka
Tolminka är en flod i Slovenien, i sydvästra utkanten av Juliska alperna. Från karstkällan vid sätern Podlog till mynningen i floden Soča är det cirka 10 km. Nedströms om källan har floden skapat en ravin i den mjuka kalkstenen från Jura. Innan floden når staden Tolmin rinner den genom en ca. 1 km lång mycket trång canyon i hårdare kalkstenslager. Till canyonen (kallad "Tolminska Korita") ansluter ett biflöde som också rinner genom en snarlik ca. 1 km lång canyon. Canyonen är full av vackra forsar, mindre vattenfall, jättegrytor och andra erosionsfenomen. I canyonen finns även en termalkälla som ingår i slovenska statens seismologiska övervakningsnät . Kemisk-fysikaliska parametrar i termalkällan övervakas, för att kunna förutsäga jordbävningar i det seismiskt aktiva området.
Tolminska Korita har en frodig lövskogsgrönska där trädarter som bok, avenbok och humlebok är vanliga. Det relativt milda och mycket nederbördsrika klimatet i området gör att vegetationstypen närmast kan klassificeras som tempererad regnskog.  Känslan av regnskog förstärks också av att mossor, lavar och ormbunkar här ofta växer epifytiskt på trädens stammar och grenar. Murgröna och vilda klematisarter klättrar i träden. I Tolminkas isblå vatten lever den endemiska marmorataöringen. Strömstare och forsärla är typiska häckfåglar vid floden och under brovalvet vid Tolmin häckar ibland klippsvala.
Korita Tolminka och dess biflödes canyon är en av få av Sloveniens talrika canyons som är tillgänglig för turister. Kortare vandringsleder går genom dessa canyons.
Det sägs att Dante Alighieri under sin exil från Florens under en tid fick logi i patriarkerna av Aquileias borg i Tolmin , samt att han under denna tid inspirerades till beskrivningen av Inferno i Divina Commedia av Tolminska Korita och en grotta ovan canyonen.

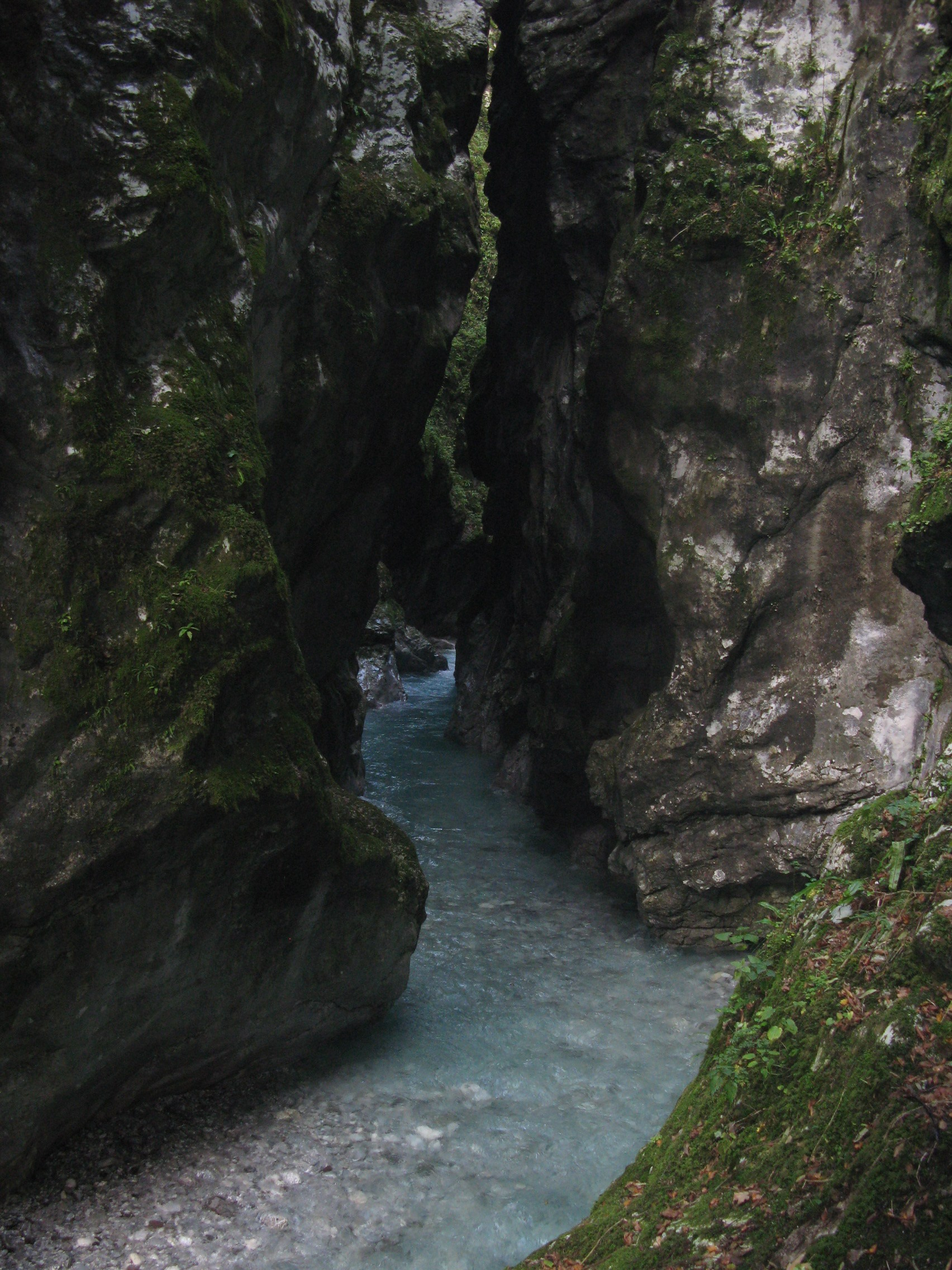
Den mycket trånga canyonen med överhängande klippväggar.
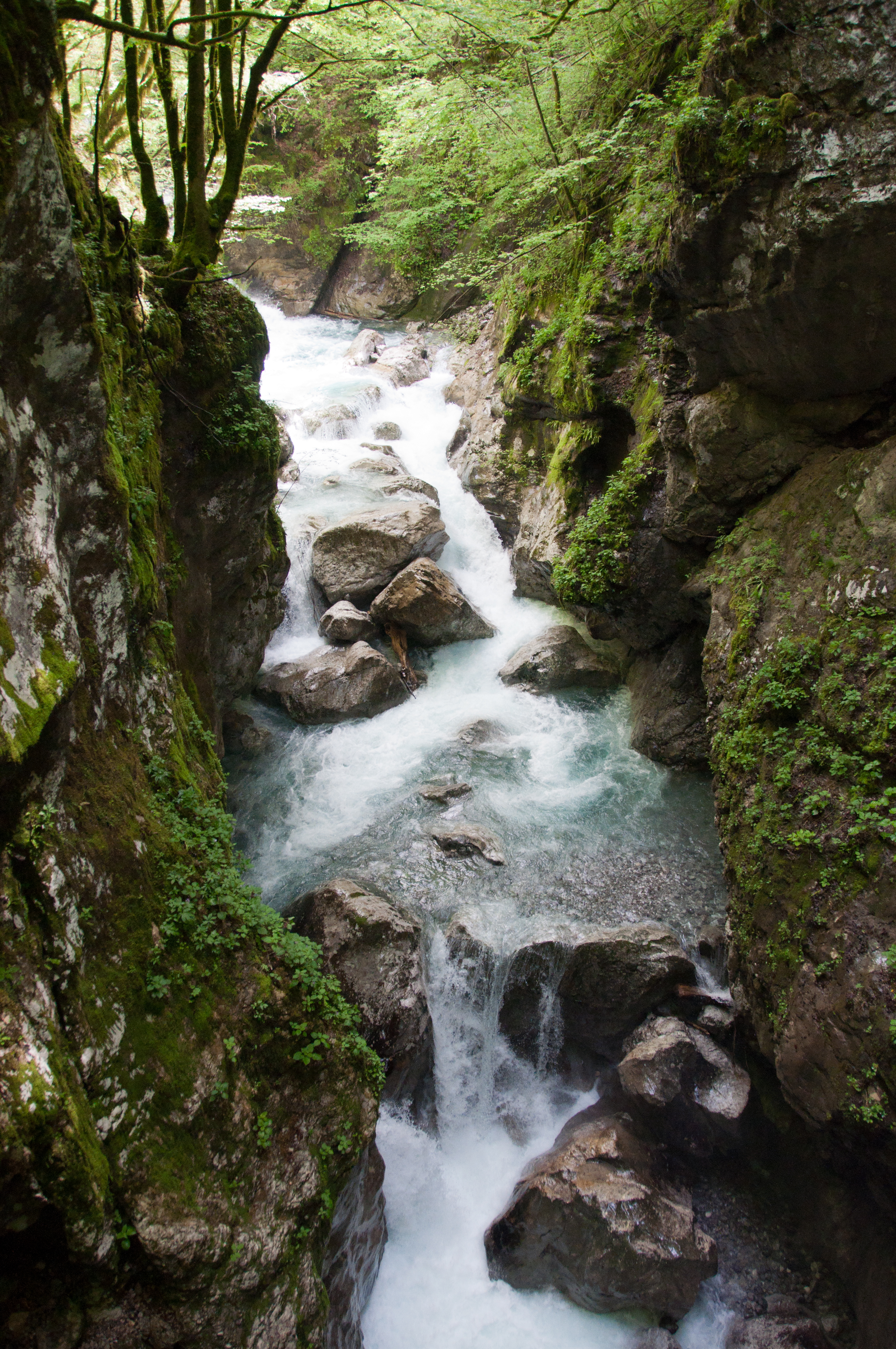
Forsar och småfall i canyonen till Tolminkas biflöde.
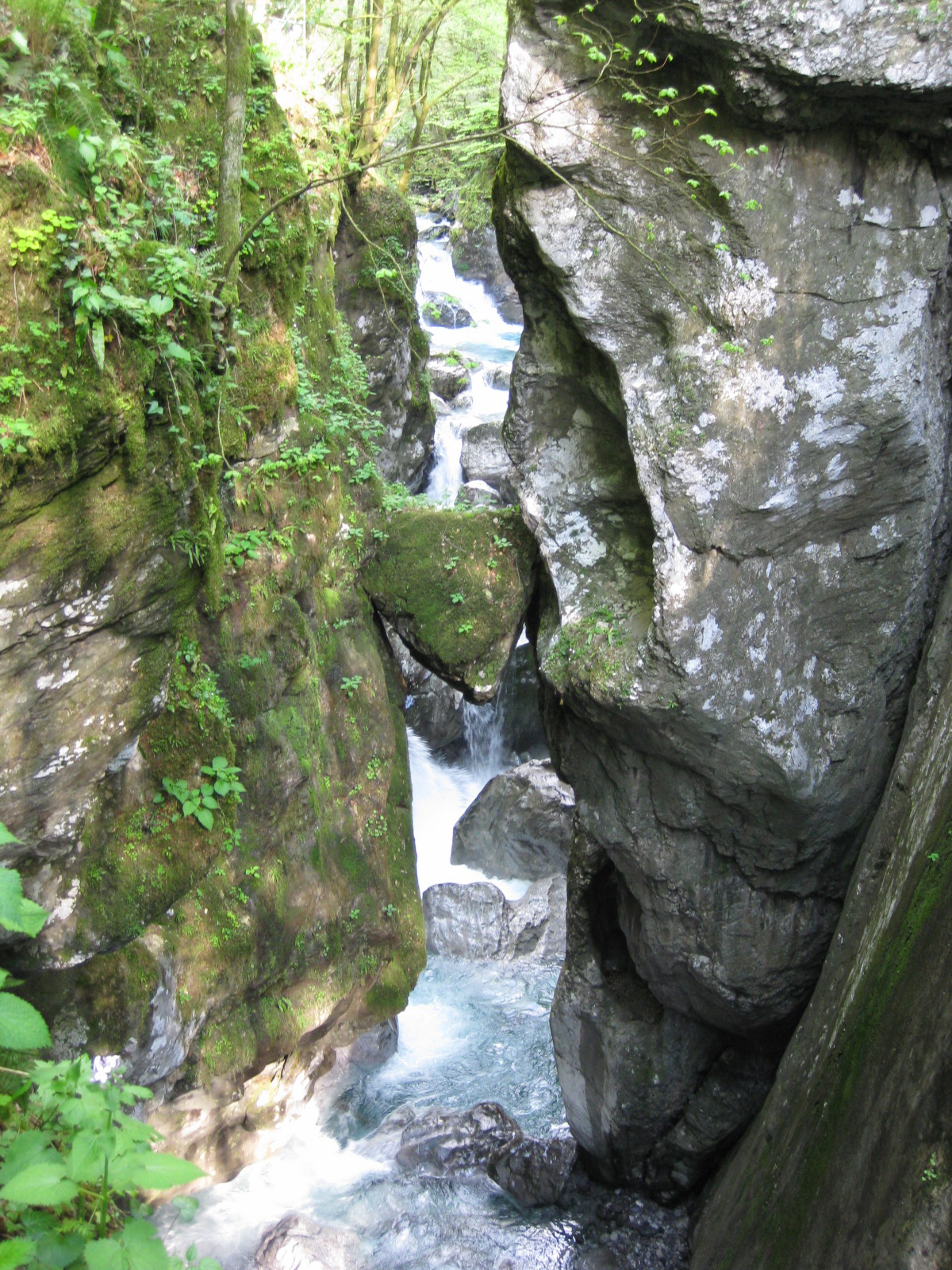
Fastkilat klippblock mellan canyonens väggar.
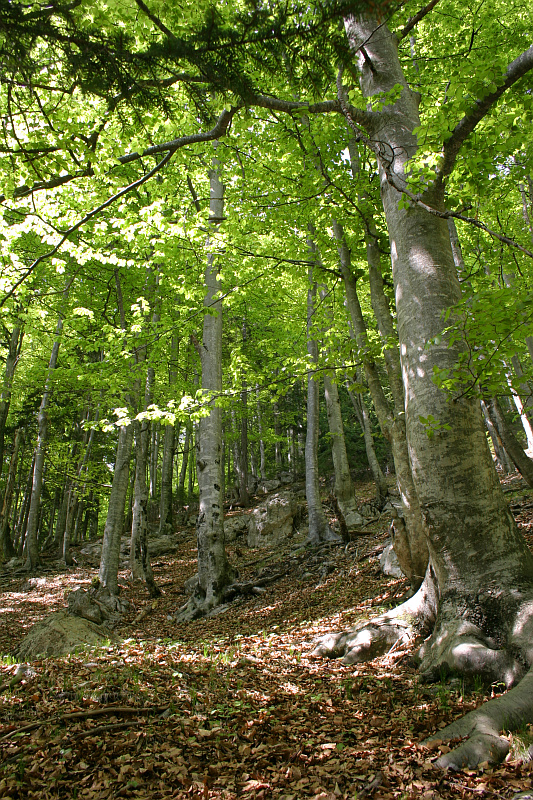
Bok är ett av de vanligaste träslagen i området.
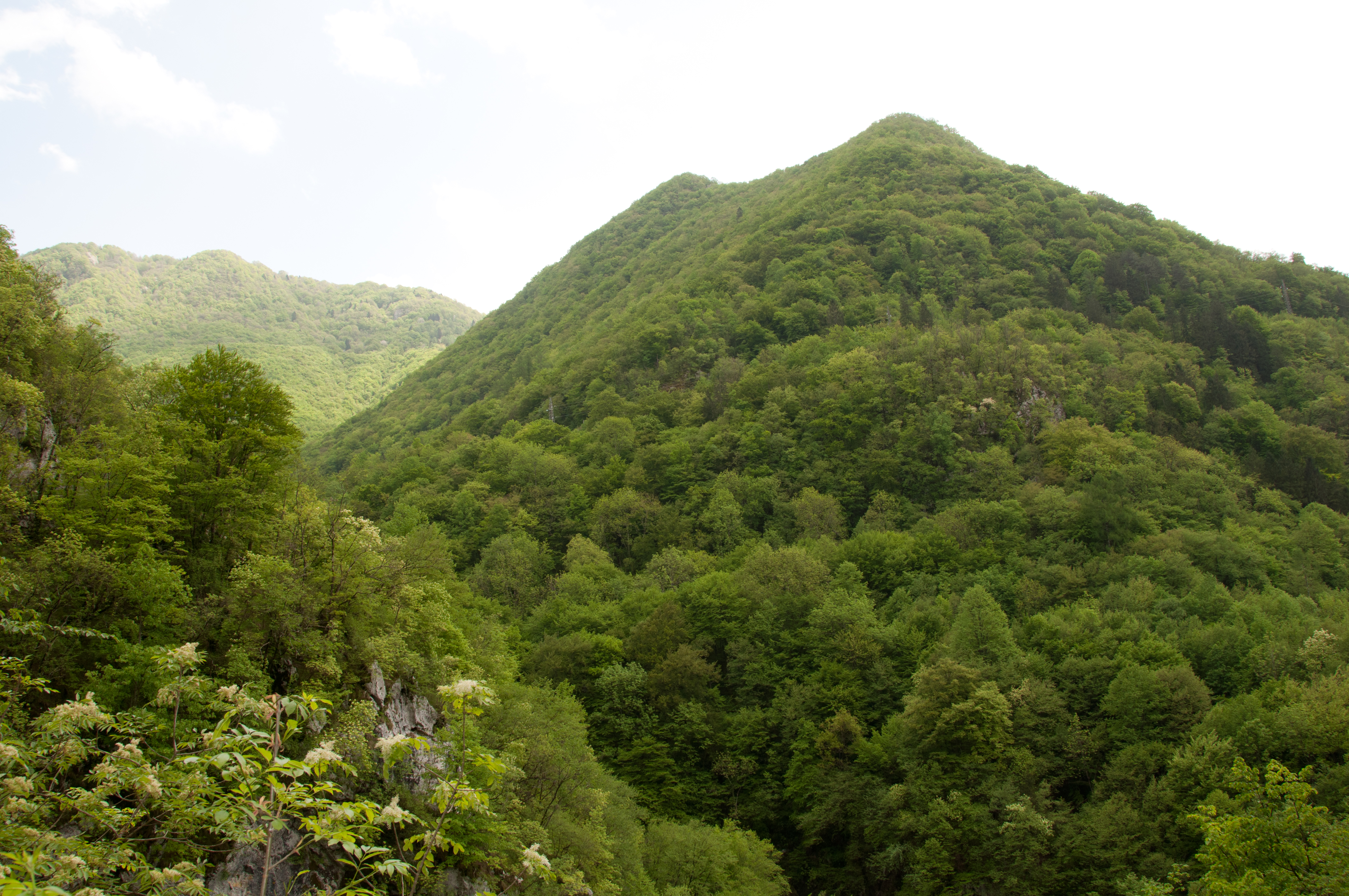
Canyonen skär genom lövskogsmattan.